# Алваро Сиза
Алваро Сиза (порт. Álvaro Joaquim de Melo Siza Vieira; Матосинхос, Португал, 25. јун 1933) португалски је архитекта.
Добитник је Прицерове награде 1992. године, и Волфове награде за уметност 2001. године.

## Радови
- 1958—1963: Боа Нова ресторану Матотинхосу
- 1958—1965: Кинта де Консеисао базен
- 1966: Леса да Палмеира базен
- 1981—1985: Авелино Дуарте кућа
- 1987—1993: Опорто Факултет архитектуре[3]
- 1995: Универзитетска библиотека у Авеиру
- 1997: Сералвес Музеј савремене уметности
- 1998: архитектонска пракса, Порто

## Галерија
- Универзитетска библиотека у Авеиру